# Garo (Sprache)
Garo ist die Sprache des Garo-Volkes (auch: Mandi, Eigenname: Achik), einer Ethnie in Nordost-Indien und Bangladesch. In Indien wurden 889.000 Sprecher gezählt (2001), in Bangladesch 120.000 (2005), die Bevölkerungsgröße beträgt also etwa 1 Million. Die Sprache gehört zu der Gruppe der Bodo-Koch-Sprachen innerhalb der tibetobirmanischen Sprachen. Andere Namen sind Garrow und Mande.
Garo wird in der Grundschule gelehrt und in lateinischen Buchstaben geschrieben. Es existieren Filme, Wörterbücher und Grammatiken auf Garo. Da die Garos christlich missioniert wurden, ist auch die Bibel auf Garo übersetzt.
Es ist eine lebendige Sprache, die von allen Altersgruppen gesprochen wird. Die Garo leben an der Grenze zwischen Indien (Meghalaya, Garo Hills District, West Assam, Goalpara, Kamrup, Karbi Anglong District, Nagaland, Kohima District, Tripura, South Tripura District, Udaipur subdivision, North Tripura District, Kamalpur, Kailasahar subdivisions, West Tripura District, Sadar subdivision, West Bengal, Jalpaiguri und Cooch Behar districts) und Bangladesch (im Nordosten, Mymensingh plains, Tangail Shripur, Jamelpur, Netrakara, Sylhet, Dhaka).
Es existieren verschiedene Dialekte: A'beng (A'bengya, Am'beng), A'chick (A'chik), A'we, Chisak, Dacca, Ganching, Kamrup, Matchi. Der Achik-Dialekt ist der in Indien verbreitetste, der Abeng-Dialekt wird vorwiegend in Bangladesch gesprochen.